# Mễ can
Mễ can (tiếng Trung: 米干; bính âm: mǐgàn) là một loại mì gạo của người Đài, một nhóm văn hóa Tai ở tỉnh Vân Nam, Trung Quốc. Nó được làm từ gạo tẻ thông thường và nó chỉ được bán tươi.

## Điểm khác biệt
Không giống như mễ tuyến có hình tròn, mễ can chủ yếu tương đối rộng và phẳng. Nó hơi ít phổ biến hơn mễ tuyến, ngay cả ở Vân Nam, mặc dù nó vẫn phổ biến.
Mễ can được làm từ bột gạo và được chế biến tươi, khác biệt với miến, phổ biến ở hầu hết Trung Quốc đại lục.

## Phục vụ
Mễ can thường được phục vụ trong nước dùng (thường là nước dùng gà, và đặc biệt thường được dùng vào buổi sáng, mặc dù vẫn được tiêu thụ cả ngày) hoặc xào (có lẽ phổ biến hơn vào buổi tối).
Cũng giống như mễ tuyến, khi mễ can được phục vụ trong nước dùng, thông thường sẽ có một loạt các loại gia vị riêng được trình bày để khách hàng tự thêm vào bát của mình. Gia vị thường bao gồm ớt (ớt tươi thái hạt lựu, cộng với ít nhất một hoặc hai ớt bột đã chuẩn bị sẵn, thường trộn với dầu), rau mùi, tỏi, hạt tiêu (cả tiêu thường và tiêu bột hoặc tiêu Tứ Xuyên), muối, hành lá, nước tương, cà chua, giấm và zhe'ergen (một loại củ cay phổ biến ở Tây Nam Trung Quốc). Việc tạo ra nước dùng đậm đà là một phần tinh túy của nghệ thuật trải nghiệm mễ can.
Các đầu bếp thường chuẩn bị mì mà không làm vỡ chúng.